# Эпит (сын Элата)
Эпит (др.-греч. Αἵπυτος) — персонаж древнегреческой мифологии из Аркадии. Сын Элата, внук Аркада. Отец Тлесенора и Пирифоя. Стал царём после Клитора. Правил в Фесане. Его приемной дочерью была Евадна.
Когда он отправился на охоту, его убила змея сепс. Это было на горе Сепия, там показывали его могилу, которую упоминает Гомер.
- См. Стаций. Фиваида IV 296.